# Église Saint-Martin de Beauvau
L'église Saint-Martin est une église située à Beauvau, en France.

## Localisation
L'église est située dans le département français de Maine-et-Loire, sur la commune de Beauvau.

## Description
L'église se compose de deux parties : la nef, d'époque romane, et le chœur du XIIIe - XIVe siècle.
La nef a conservé son aspect d'origine, plutôt archaïque. Elle est faite de moellons de silex grossiers. Sur la façade nord, l'éclairage se fait par trois fenêtres romanes, étroites. Sur la façade sud, deux ouvertures en ogives, plus larges, ont été percées au XIVe siècle.
Le chœur est voûté en ogives sexpartites dont la première travée supporte le clocher.
La façade occidentale à pignon s'ouvre par une porte en plein-cintre, surmontée de deux voussures dont une en dents de scie retombant sur des colonnettes. Au-dessus de la porte se trouve percée une ouverture romane.

## Historique
La fondation de l'actuelle église, placée sous le vocable de saint Martin de Vertou, date du IXe siècle ou Xe siècle. À l'époque, une chapelle est fondée sous la protection de Saint-Martin. Le seigneur de Jarzé la cède à l'abbaye Saint-Serge d'Angers. Les moines reçoivent l'autorisation de la fonder en paroisse, puis, vers 1120, des droits sont concédés aux religieux, ayant pour effet d'attirer la population. L'église est alors rebâtie, la reconstruction dure jusqu'après 1137. Geoffroy de Jarzé, qui avait entamé la reconstruction, et son fils, qui la termina, sont enterrés dans une crypte située sous le chœur.
Le chœur est transformé vers la fin du XIIIe siècle ou le début du XIVe siècle. On y perce également deux ouvertures afin de mieux éclairer la nef. 
La nef est restaurée par l'abbé Bordeaux-Montrieux en 1958. L'édifice est inscrit au titre des monuments historiques en 1968.